# Battlebots : Le Choc des robots
Battlebots : Le Choc des robots est une série télévisée américaine de combat de robots depuis 2000. Elle est diffusée sur Gulli depuis le 14 mai 2019 et rediffusée sur M6 à partir du 22 décembre 2020.
Ce tournoi voit s'affronter tour à tour, deux équipes amateurs guidant des robots. Tous les coups sont permis.

## Synopsis
Émission télévisée américaine qui met en scène des équipes de passionnés de robotique ayant passé des heures à construire des robots gladiateurs capables de s’affronter lors de duels dans une arène truffé de pièges. À la fin de chaque saison, on décerne un trophée et un titre de champion à l’équipe qui a fait survivre son robot jusqu’au bout.  

## Comment intégrer l’émission Battlebots selon l’équipe de Battlebots
1. Construire un robot capable d’affronter ses adversaires. Capable de survivre l’aventure Battlebots et capable d’infliger de gros dégâts[3].
2. Un robot solidement construit et pouvant captiver les auditeurs par son apparence. Pas de boite de métal, mais des robots au forme et au couleur rocambolesque[3].
3. Un robot original. Une machine différente avec des armes jamais vue. Un robot capable d’attaquer et de défendre les attaques adverses[3].
4. Avoir une bonne équipe. Une équipe capable de résoudre des problèmes mécaniques. Une équipe ne craignant pas les caméras et qui saura gagner le cœur du public[3].
5. Il ne reste plus qu’à appliquer

## Règles du jeu
- Poids maximum : 115 kg
- Durée du combat : 3 min maximum.
- Pour gagner le combat :
  - Mettre KO (dans l'incapacité de continuer le combat)
  - Le faire sortir de l'arène
  - En cas d'égalité, ce sont les juges qui décident (selon 4 critères)
- Critères d'évaluations :
  - L'attaque
  - La stratégie
  - Le contrôle
  - Les dégâts (les dommages causés par l'adversaire)

## Règles de construction des robots
Limites de taille
Les robots doivent tenir sur une surface de 8 pieds sur 8 pieds.
Mobilité
Le robot peut potentiellement être un marcheur, un rouleur, un aviateur, un glisseur ou autre, à condition qu'il se déplace de manière contrôlée sans causer de dommages à l'arène. Le robot doit pouvoir se déplacer rapidement.
Armes
Tout robot doit être équipé d’au moins une arme. Un robot sans arme ou avec une arme défectueuse sera disqualifié.
Poids maximum
Le poids maximum autorisé est de 250 livres. Il n'y a pas de poids minimum.
Matériaux interdits
- Matériaux radioactifs
- Mousse de polyuréthane
- Substances organiques (sauf bois, produits du bois et électrolytes de batterie)
- Métaux toxique ou réactifs (par exemple Cadmium, Mercure, Lithium), sauf dans les piles.

À l'intérieur du robot
L'utilisation de mousse plastique ou de caoutchouc est autorisée à l'intérieur d'un robot ou à l'intérieur de pneus.
Aimants
Si l'on prévoit d'utiliser des aimants sur le robot (sauf dans les moteurs, solénoïdes ou relais), on doit fournir les détails d'utilisation et obtenir une approbation préalable.
Hydraulics
La pression maximale autorisée du système est de 3 000 psi.  

## Boîte de combat (BattleBox)

### Boîte de combat de base
La Boîte de Combat est l’arène où les robots s’affrontent et elle est fait d’acier et de lexan. Elle mesure 48 pieds par 48 pieds et les murs sont fait de plusieurs panneaux de 4 pieds par 4 pieds.

#### Pièges
| Pièges          | Statut du piège |
| Scie rotatif    | En utilisation  |
| Les visses      | En utilisation  |
| Pulvériseurs    | En utilisation  |
| Les leviers     | En Utilisation  |
| Les piques      | En Utilisation  |
| Les plateformes | En Utilisation  |
| Hellraiser      | Retiré          |
| Plaque rotatif  | Retiré          |
| Pistons         | Retiré          |
| Les Piques      | Retiré          |

## Titre de Champion
Le Titre de Champion désigne l’équipe ayant gagné toutes ses matchs de qualification de la saison précédente. Lors de la prochaine saison, le champion devra tenter de protéger son titre des autres équipes.

## Liste des Tournois
| Série                     | Années de parution | Champion                    |
| Battlebots Championnat 1  | 2015               | Bite Force                  |
| Battlebots Championnat 3  | 2018               | Bite Force                  |
| Battlebots Championnat 4  | 2019               | Bite Force                  |
| Battlebots Championnat 2  | 2016               | Tombstone                   |
| Battlebots Championnat 5  | 2020               | End Game                    |
| Battlebots Champions 1    | 2022               | End Game                    |
| Battlebots Champions 2    | 2023               | End Game                    |
| Battlebots Championnat 6  | 2022               | Tantrum                     |
| Battlebots Championnats 7 | 2023               | SawBlaze (défendeur actuel) |
| Battlebots All Stars      | 2019               | Witch Doctor                |
| Battlebots All Stars      | 2022               | HyperShock                  |

## Fiche technique
- Titre original : BattleBots
- Titre français : Battlebots : le choc des robots
- Réalisation : Michael Berrebi, Mikael Tomas
- Production :
  - Producteurs : Fabien Charles, Laetitia Gabaret, Jérôme Pichot
  - Producteurs exécutives : David Rosconval, Michael Mettoudi
- Cadreurs : Raphaël Metsch (Grue), Daniele Vella
- Directeur de la Photographie : Patrick Neufond
- Chef électricien : Francis Mauroy
- Maquillage / Coiffure : Brigitte Benedetti
- Studio 51 : Massi Chibi, Nicolas Chavanne, Ali Bouakline, Anthony Cornil, Aurélien Moutte
- Décor et éléments 3D : Magic Dice, Ludovic Mayeux, Noel Froger
- Moyens Techniques : Remote Concept
- Moyens de production virtuelle : Alternative Développement, Jean-Luc Fert, Arnaud Szobad, Aurélien Collet, Thierry Daghero
- Post-production : Eliote
- Monteurs : Benjamin Letellier, Fanny Piquet, Thierry Roesch
- Mixeur : Stéphane Lévy-B
- Sociétés de production : French TV, Good TV
- Société de distribution : Sky Vision
- Pays :  États-Unis
- Langue originale : Anglais
- Format :
  - Format image : 1080i (HDTV)
  - Format audio : Stéréo
- Genre : Divertissement, Jeu
- Durée : 45 min
- Diffusion :  Portugal,  France,  Irlande,  Allemagne,  Espagne,  Turquie,  Canada,  Brésil,  Australie,  Thaïlande,  Royaume-Uni....
- Public : Tout public

## Audience
| Jour de diffusion | Horaire de diffusion | Audiences moyennes | Audiences moyennes | Références | Classement |
| Jour de diffusion | Horaire de diffusion | Téléspectateurs    | PDA                | Références | Classement |
| ----------------- | -------------------- | ------------------ | ------------------ | ---------- | ---------- |
| Mardi 14 mai 2019 | 21 h - 21 h 45       | 260 000            | 1,1 %              | [ 7 ]      | 15e        |
| Mardi 14 mai 2019 | 21 h 45 - 22 h 30    | 268 000            | 1,3 %              | [ 7 ]      | 15e        |
| Mardi 21 mai 2019 | 21 h - 21 h 45       | 348 000            | 1,6 %              | [ 8 ]      | 14e        |
| Mardi 21 mai 2019 | 21 h 45 - 22 h 30    | 336 000            | 1,6 %              | [ 8 ]      | 14e        |
| Mardi 28 mai 2019 | 21 h - 21 h 45       | 260 000            | 1,1 %              | [ 9 ]      | 18e        |
| Mardi 28 mai 2019 | 21 h 45 - 22 h 30    | 258 000            | 1,3 %              | [ 9 ]      | 18e        |

Légende :
- Plus hauts chiffres d'audience
- Plus bas chiffres d'audience